# Kermanshah
Kermanshah ( kurdiska: کرماشان, Kirmaşan, persiska: کرمانشاه) är en stad i västra Iran. Den är administrativ huvudort både för provinsen Kermanshah och för delprovinsen (shahrestan) Kermanshah. Staden har cirka 950 000 invånare. Majoriteten av invånarna är kurder. Den religiösa tillhörighet är i huvudsak shiaislamisk och det dominerande språket är kurdiska samt Irans officiella språk persiska.[källa behövs]
I Kermanshah föddes Doris Lessing år 1919 och Hanif Bali år 1987.

## Etymologi
Namnet Kermanshah kommer från den sasanidiska titeln kirmanshah, vilken betyder "Kung (shah) av Kerman".
Det sägs att denna titel hölls av sonen av Shahpour III, prins Bahram, som tilldelats titeln när han tillträdde som härskare över provinsen Kirman (den provins som idag kallas Kermanshah).
År 390, då han redan efterträtt sin fader som  Bahram IV (388–399), grundade han Kermanshah, och gav sin före detta titel till den nya staden, som "Kungen av Kermans stad".
Efter den islamska revolutionen 1979 bytte man under en kort tid namn på staden till Ghahramanshahr, och senare kom såväl staden och provinsen att döpas om igen till Bakhtaran. Detta sägs ha genomförts på grund av förekomsten av kungatiteln "Shah" i det ursprungliga namnet. Bakhtaran betyder västlig, vilket syftar på stadens och provinsens läge i Iran. Efter Iran–Irak-kriget återställde man namnet till Kermanshah, som ett gensvar till traktens befolkning önskan, den persiska litteraturen, och iraniernas historia.